# زخرفة متعددة الألوان

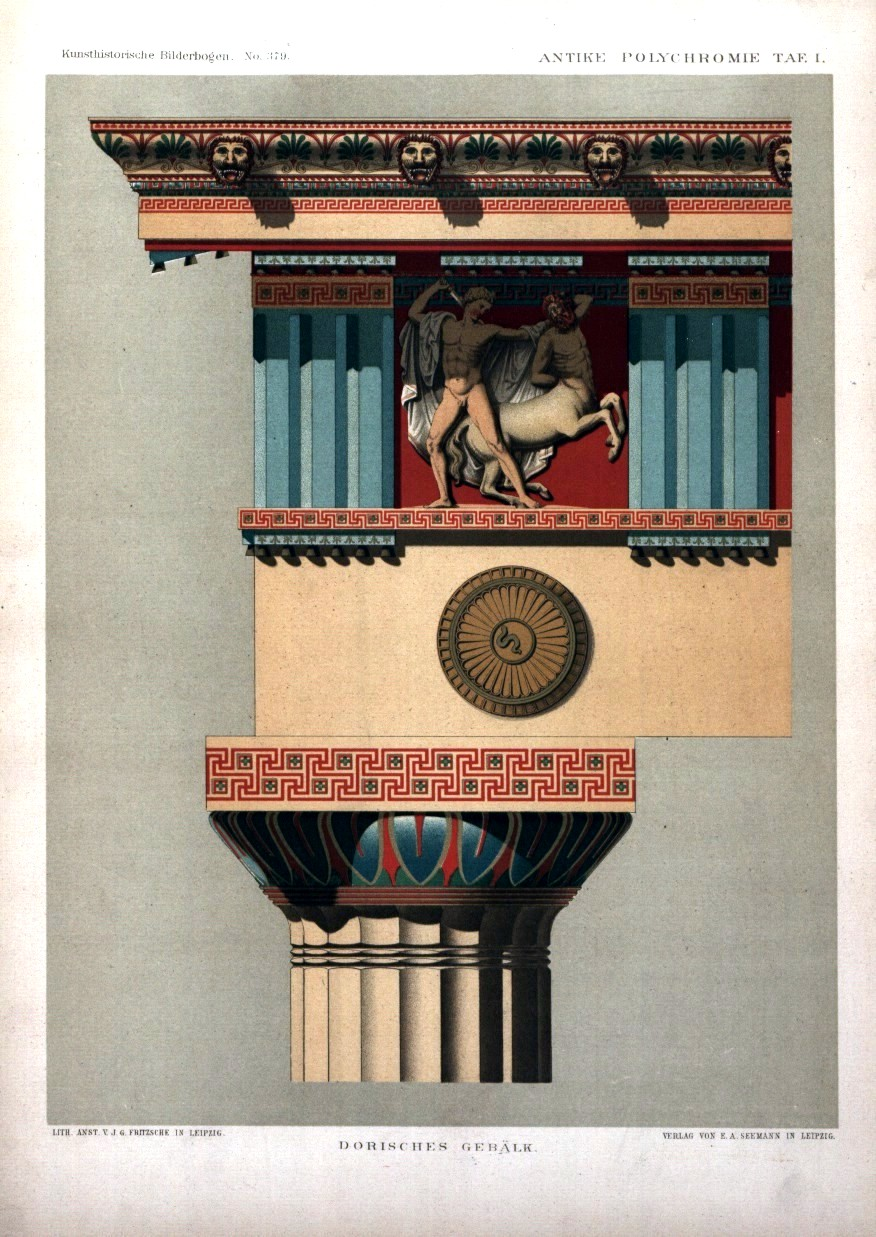

الزخرفة بألوان متعددة هي طريقة لتزيين العناصر المعمارية والنقش وما إلى ذلك باستخدام مجموعة متنوعة من الألوان. يُستخدم المصطلح للإشارة إلى أنماط معينة من العمارة أو الفخار أو النقش بألوان متعددة.

## العالم الكلاسيكي
صُنعت بعض الفخاريات القديمة المزخرفة بألوان متعددة في جزيرة كريت ذات الحضارة المينوية كتلك التي صُنعت في جزيرة فيستوس اليونانية خلال العصر البرونزي. لوِّنت التماثيل في اليونان القديمة بألوان قوية، واقتصر التلوين في كثير من الأحيان على الأجزاء التي تصوِّر الملابس والشعر وما إلى ذلك مع ترك الجلد باللون الطبيعي للحجر، ولكنه يمكن أن يغطي التماثيل بالكامل.

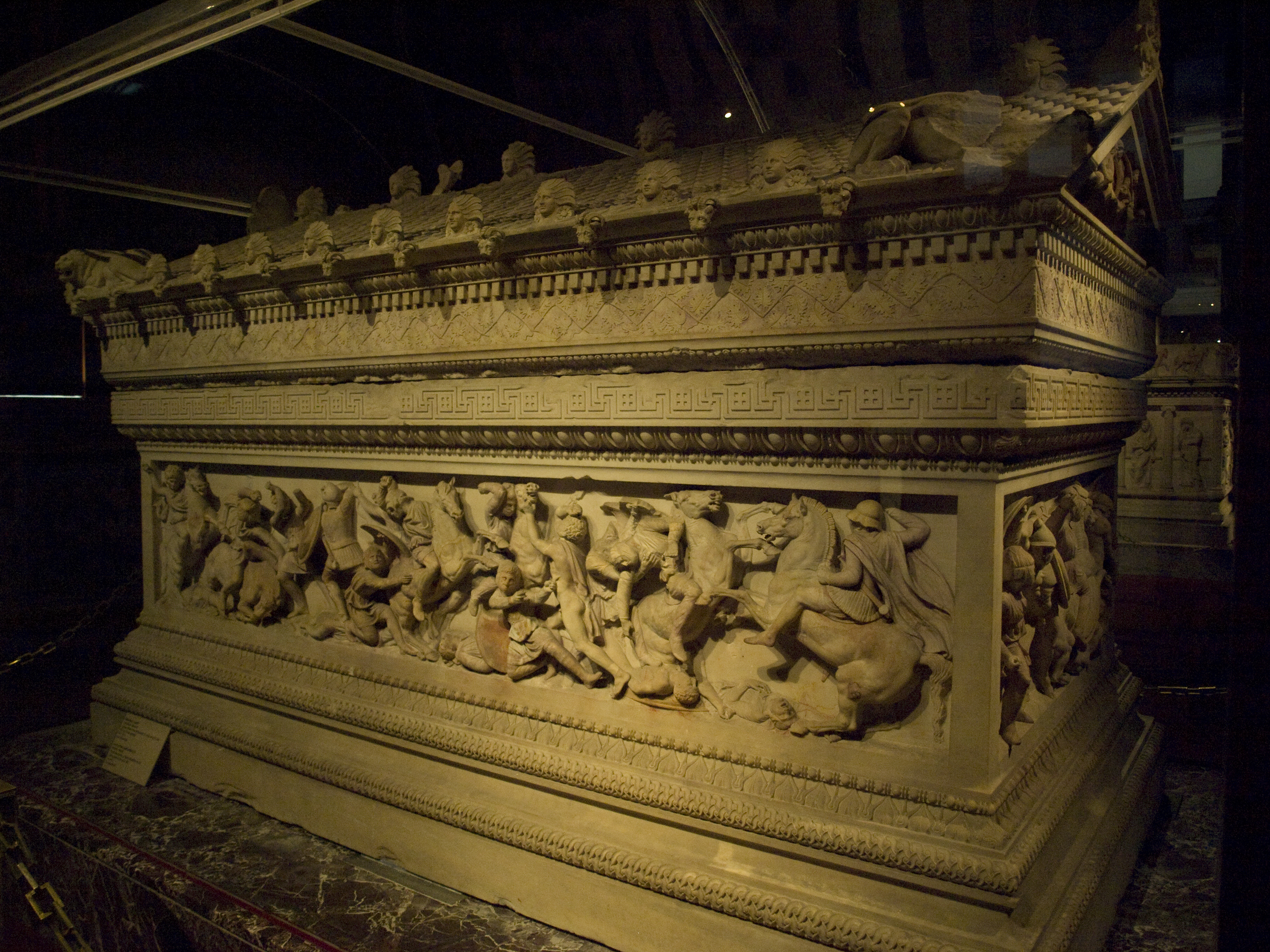
ناووس الإسكندر، ناووس يَعود ألى العَصر الهلنستي أواخر القرن الرابع قبل الميلاد، عُثِر عَليه في مقبرة آية الواقعة بالقرب من مَدينة صيدا ، لبنان، يحتفظ الناووس بآثار من الزخرفة متعددة الألوان، حالياً ضمن مقتنيات متحف إسطنبول للآثار.

ناووس الإسكندر، من أشهَر النواويس يَعود ألى العَصر الهلنستي أواخر القرن الرابع قبل الميلاد، عُثِر عَليه في مقبرة آية الواقعة بالقرب من مَدينة صيدا ، لبنان. الناووس مَصنوع من الرخام ويَبلغ من الوَزن 15 طُناً، حالياً ضمن مقتنيات متحف إسطنبول للآثار.
لا يجب النظر في ألوان المنحوتات اليونانية على أنها مجرد تعزيز لشكل المنحوتة، فهي تمتلك خصائص أسلوب فني متميز. على سبيل المثال، أُثبتت التماثيل المنحوتة المزخرفة الموجودة في معبد أبهايا في إيجينا مؤخرًا بأنها كانت ملونة بأنماط جريئة ومفصلة ومصورة بملابس منقوشة. كانت زخرفة المنحوتات الحجرية بألوان متعددة موازية لاستخدام المواد لتمييز الجلد والملابس وغيرها من التفاصيل في منحوتات الكريسيليفانتين، واستخدام المعادن لتصوير الشفاه والحلمات كالبرونز عالي الجودة مثل منحوتتي برونز رياس.
عُثر على مثال قديم للتزيين متعدد الألوان في معبد البارثينون على قمة أكروبوليس أثينا. تلاشى الطلاء الذي كان على المباني الكلاسيكية الموجودة هناك تمامًا في الوقت الذي انطلقت فيه العصور القديمة الأوروبية في القرن الثامن عشر. تجسدت الانطباعات الأولى للمهندسين المعماريين وعلماء الآثار على هذه الآثار بعدم التعبير عن الجمال الكلاسيكي إلا من خلال الشكل والتكوين والافتقار إلى ألوان قوية، وكان هذا الانطباع هو الذي أبلغ العمارة الكلاسيكية الجديدة. لاحظ بعض الكلاسيكيين مثل جاك إيغناس هيتورف آثار الطلاء على العمارة الكلاسيكية وقُبل هذا بشكل بطيء.
سُرِّع هذا القبول في وقت لاحق من خلال ملاحظة آثار الألوان الدقيقة بالوسائل المجهرية وغيرها، فقلل هذا من عمليات إعادة البناء المؤقتة التي كان هيتورف ومعاصريه قادرين على تنفيذها. يمكن رؤية مثال على الزخرفة اليونانية الكلاسيكية متعددة الألوان في النسخة المتماثلة بالحجم الكامل من معبد البارثينون المعروض في ناشفيل في ولاية تينيسي في الولايات المتحدة.

## عالم العصور الوسطى
صُنعت المنحوتات الدينية في جميع أنحاء أوروبا التي تعود للقرون الوسطى من الخشب، ولوِّنت القِطع الأخرى غالبًا بألوان زاهية وذلك بالإضافة للتصميمات الداخلية لمباني الكنيسة. غالبًا ما دُمِّرت أو مُحيت خلال مراحل تدمير التماثيل الدينية من قبل الإصلاح البروتستانتي أو في الاضطرابات الأخرى مثل الثورة الفرنسية، وذلك على الرغم من نجاة البعض في العديد من المتاحف كاللوفر الفرنسي.

## فترات الباروك والروكوكو
بقيت المنحوتات الحجرية والمعدنية عادةً غير ملوّنة مثل منحوتتي الناجين الكلاسيكيين، فأنتج الفنانون الأسبان في ذلك الوقت منحوتات خشبية متعددة الألوان كخوان مارتينيز مونتانيس وغريغوريو فرنانديز (القرن السابع عشر)، والألمان كإغناز غونتر وفيليب جاكوب ستراوب (القرن الثامن عشر) أو البرازيليون كأليخادينو (القرن التاسع عشر). اشتهرت التماثيل الفخار ذات الألوان الكثيرة الزاهية مع وصول الخزف الأوروبي في القرن الثامن عشر.

## بناء الطوب المزخرف بألوان متعددة في القرن التاسع عشر
الطوب المزخرف بألوان متعددة هو نمط من أعمال البناء المعمارية التي ظهرت في ستينيات القرن التاسع عشر، وتُستخدم طوبًا بألوان مختلفة (عادة ما تكون بنية وكريمية وحمراء) في مزيج منقوش لتسليط الضوء على المعالم المعمارية. غالبًا ما كان يستخدم لتكرار تأثير نمط حجارة الزوايا الخارجية وتزيين النوافذ.

## القرن العشرين
كانت هناك فترات ملحوظة تعددت فيها الألوان في الهندسة المعمارية في القرن العشرين، وذلك بدءًا من تعبيرات الفن الحديث في جميع أنحاء أوروبا إلى الازدهار الدولي لفن الزخرفة والفن الحديث إلى تطور ما بعد الحداثة في العقود الأخيرة من القرن. صُممت الطوب والحجارة والبلاط والجص والواجهات المعدنية خلال هذه الفترات مع التركيز على استخدام الألوان والأنماط الجديدة، وذلك في الوقت الذي كان يبحث فيه المهندسون المعماريون في كثير من الأحيان عن الإلهام لأمثلة تاريخية تتراوح من أعمال البلاط الإسلامي إلى الطوب الفيكتوري الإنجليزي.
كان روبرت فنتوري ومايكل جرافز وجيمس ستيرلنغ والعديد من المهندسين الآخرين من بين المهندسين المعماريين الذين استخدموا ألوانًا جريئة في سبعينيات وثمانينيات القرن العشرين.

### الولايات المتحدة الأمريكية
ارتفعت شعبية واجهات المباني المزخرفة بألوان متعددة في وقت لاحق كوسيلة لتسليط الضوء على بعض ملامح الزخرفة في الهندسة المعمارية الفيكتورية والملكة آن في الولايات المتحدة. ساعد ظهور صناعة الألوان الحديثة في أعقاب الحرب الأهلية الأمريكية أيضًا على تشجيع استخدام ألوان متعددة.
اختفى نمط الواجهة المزخرفة بألوان متعددة مع بروز حركات إحياء القرن العشرين، والتي أكدت على الألوان الكلاسيكية المطبقة بطريقة مقيدة، والأهم من ذلك مع ولادة الحداثة التي دعت إلى واجهات نظيفة غير موروثة مصنوعة من الجص الأبيض أو الطلاء.
عادت الزخرفة بألوان متعددة إلى الظهور مع ازدهار حركة المحافظة واحتضانها (لما كان يُعتبر سابقًا) تجاوزات العصر الفيكتوري، وفي سان فرانسيسكو في كاليفورنيا في السبعينيات من القرن الماضي لوصف منازلها المتوفرة في أواخر القرن التاسع عشر.
طوًّر جون جوزيف إيرلي (1881-1945) عملية الزخرفة بألوان متعددة لبناء وتزيين بلاطات الخرسانة التي كانت موضع إعجاب في جميع أنحاء أمريكا. شيدت أعماله مجموعة متنوعة من المباني في منطقة واشنطن العاصمة، وبُنيت جميعها على يد موظفي أستوديو إيرلي في روسلين في فرجينيا. بنى المعماري جون إيرلي مجموعة منازل مزخرفة بألوان متعددة في سيلفر سبرينغ بولاية ماريلاند في منتصف الثلاثينيات.
صُبَّت الألواح الخرسانية مسبقًا بالحجارة الملونة وشُحنت إلى مكان للتجميع في الموقع. أراد إيرلي تطوير مستوى أعلى من الإسكان الميسور بعد الكساد السكاني فيها، ولكن لم تُبنى العديد من المنازل قبل وفاته، ودُمرت سجلاته المكتوبة حول تقنيات صب الخرسانة وأُحرقت في النار. بنى إيرلي منازل أقل شهرة ولكنها مثيرة للإعجاب على قمة تل في جنوب شرق واشنطن العاصمة. تميزت منازله المصممة بألوان فريدة بين المنازل الجاهزة في البلاد، وأُشيد بها لاستخدامها فن الزخرفة والحرفية الرائعة.